# René Sommerfeldt
René Sommerfeldt (* 2. října 1974 v Žitavě) je bývalý německý běžec na lyžích. Závodil za WSC Erzgebirge Oberwiesenthal a jeho trenérem byl Janko Neuber. Jeho silnou disciplínou byl běh volnou technikou, výborně zvládal i dlouhé a náročné tratě - v Tour de Ski 2007/08 měl nejrychlejší čas v závěrečném běhu do vrchu, v roce 2004 zvítězil ve slavném běžkařském maratonu v Holmenkollenu.
Jako první německý běžec na lyžích v historii zvítězil v celkovém pořadí Světového poháru (v sezóně 2003/04).
Bydlí v Oberwiesenthalu. K jeho zálibám patří golf. Je ženatý a s manželkou Dajanou mají syna Tristana.

## Úspěchy

### Zimní olympijské hry
- 2002 ZOH v Salt Lake City
  - 3. místo ve štafetě 4×10 km
- 2006 ZOH v Turíně
  - 2. místo ve štafetě 4×10 km

### Mistrovství světa
- 2001 MS v Lahti
  - 3. místo ve štafetě 4×10 km
  - 2. místo v běhu na 50 km
- 2003 MS ve Val di Fiemme
  - 2. místo ve štafetě 4×10 km

### Světový pohár
- 2003
  - 2. místo v celkovém pořadí
  - 1× vítězství v závodě SP
- 2004
  - 1. místo v celkovém pořadí
  - 2× vítězství v závodě SP
- 2008
  - 2. místo v Tour de Ski 2007/08